# جوزيه ماكايا
جوزيه ماكايا غانغا (24 مارس 1994 - ) هو لاعب كرة قدم أنغولي. يلعب حالياً كلاعب وسط في المريخ في الدوري السوداني الممتاز. بالإضافة إلى منتخب أنغولا لكرة القدم.

## الإنجازات

### بريميرو دي أغوستو
- دوري أنغولا الممتاز (3): 2017، 2018، 2018–19.
- كأس أنغولا (1): 2018–19.

## وصلات خارجية
- جوزيه ماكايا على موقع قاعدة بيانات كرة القدم.إي يو (الإنجليزية)
- جوزيه ماكايا على موقع ناشيونال فوتبول تيمز (الإنجليزية)